# C14H16F3N3O4
化学式C14H16F3N3O4（摩尔质量：347.294 g/mol）可以指：
- 环丙氟灵，CAS号：26399-36-0
- 氟稀硝草，CAS号：57801-46-4

|  | 这个同类索引页列出了具有相同分子式的化学物（即同分異構體）条目。 除非您是有意链接至本页，否则应将相应条目的内部链接指向正确的条目。 |